# Nové Údolí
Nové Údolí (niem. Neuthal) – dawna osada, obecnie obręb ewidencyjny w gminie Stožec, w południowych Czechach, na granicy z Bawarią, w Szumawie.
Początkowo miejscowość nosiła nazwę Spitzberg, potem zmieniono nazwę na Neuthal. W języku czeskim na początku XX wieku używano nazwy Nová Ves, dopiero później przyjęła się obecna.
Najbliższą gminą po bawarskiej stronie jest Haidmühle.

## Historia

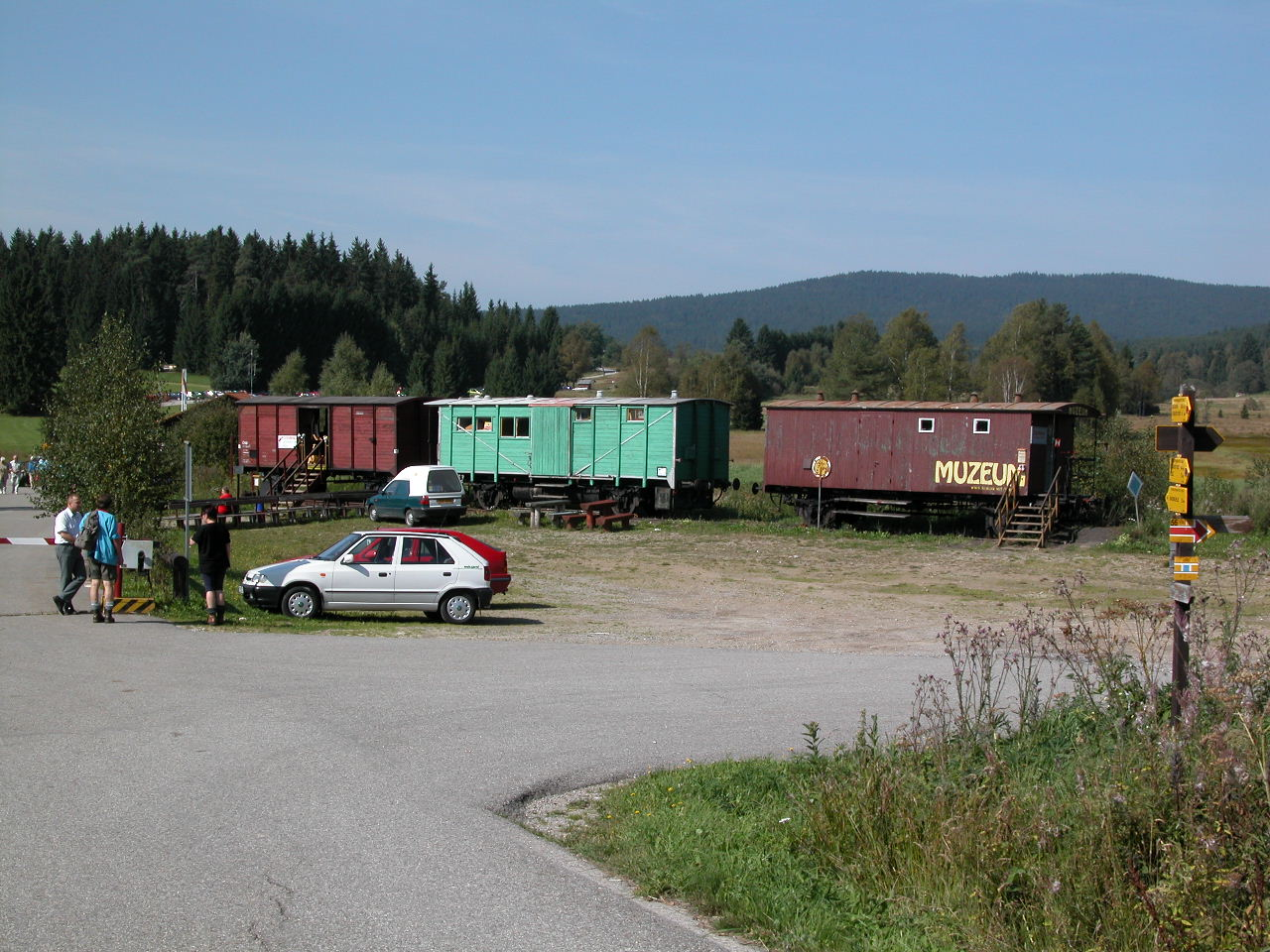
Stare wagony służące jako muzeum oraz karczma

Nové Údolí powstało w 1795 jako osada robotników leśnych, pracujących w lasach książąt Schwarzenbergów. Podobnie jak innych okolicznych miejscowości, jej znaczenie wzrosło w 1910, kiedy doprowadzano tutaj linię kolejową z Czeskich Budziejowic (niem. Vereinigte Böhmerwald-Lokalbahnen, czes. Sdružené pošumavské místní dráhy, własność kkStB) do Pasawy w Niemczech. W 34 domach mieszkało tutaj wówczas 271 osób, w tym 259 Niemców.
W okresie pierwszej Republiki Czechosłowackiej w Novym Údolí znajdowała się strażnica żandarmerii, budynek straży celnej, leśniczówka Schwarzenbergów, a mieszkańcom i turystom służyła szkoła, straż pożarna, sklep, dwie gospody, parkiet taneczny i niewielki dworzec kolejowy. Liczba mieszkańców zwiększyła się do 300 osób, a budynków do 40. W 1938 miejscowość przyłączono do III Rzeszy.
Po II wojnie światowej z wioski wygnano Niemców, a całkowity koniec egzystencji przyniósł przewrót komunistyczny w 1948. Granica z Bawarią została zamknięta (60 metrów torów rozebrano), a z kilkukilometrowej strefy przygranicznej, aż do Stožca, w latach 50. wysiedlono wszystkich mieszkańców, a niemal wszystkie budynki zburzono. Ten los, oprócz Novego Údolí, spotkał także kilka innych pobliskich miejscowości.
W 1974 po stronie niemieckiej zlikwidowano 14-kilometrowy odcinek kolejowy od miejscowości Jandelsbrunn do granicy z Czechosłowacją - motywowane to było względami ekonomicznymi. W 1977 definitywnie zawieszono komunikację pasażerską na czterokilometrowej trasie Stožec – Nové Údolí; pociągi kończyły bieg w Stožcu, dalej, pod ścisłą kontrolą, jeździły jedynie składy z drewnem.
W latach 80. miejscową placówkę straży granicznej przeniesiono do Stožca - w związku z tym dawne koszary żandarmerii, z których korzystała, zostały rozebrane.

## Współczesność

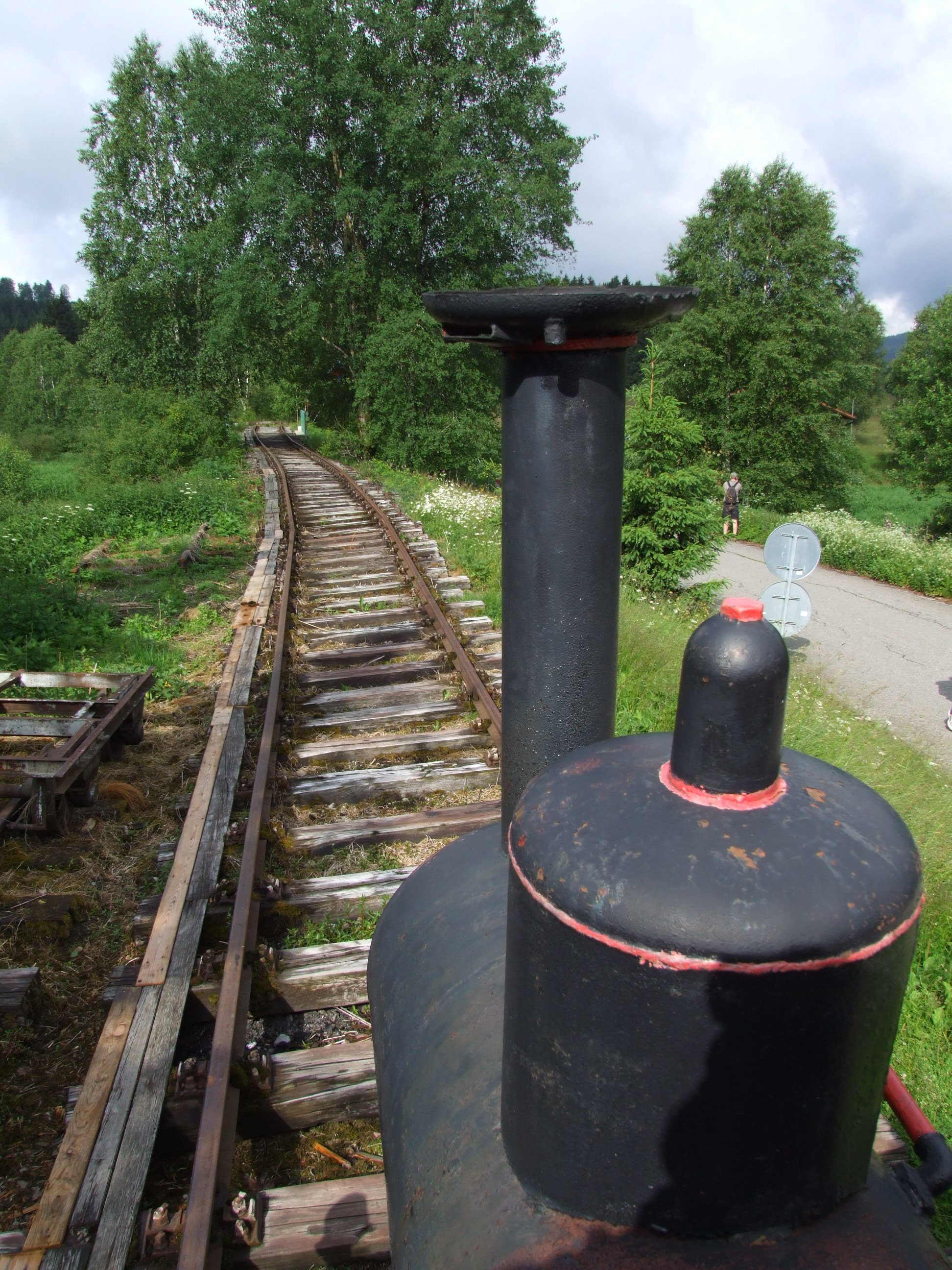
Pošumavská jížní dráha - na zdjęciu widoczna jest cały odcinek. Droga po prawej prowadzi do dawnego przejścia granicznego i dalej do Haidmühle

Po zmianie systemu Nové Údolí szybko stało się miejscem popularnym wśród turystów wybierających się w góry. Już w czerwcu 1990 przywrócono połączenie pasażerskie aż pod samą granicę. Pojawiły się plany reaktywacji linii kolejowej na niemiecką stronę, w kształcie jak funkcjonująca do 1945. Okazało się to jednak nieopłacalne, zresztą w 1994 Niemcy zlikwidowali ruch pociągów na innym fragmencie dawnego połączenia, od Jandelsbrunn do Waldkirchen.
Miłośnicy kolei powołali w 1994 stowarzyszenie Pošumavská jížní dráha i własnymi siłami położyli tory na krótkim odcinku przy samej granicy. Odcinek ten liczy 105 metrów, biegnie po wiadukcie dawnej linii, nad Zimną Wełtawą (czes. Studená Vltava, niem. Kalte Moldau), tworzącą w tym miejscu granicę i przez kilkanaście-kilkadziesiąt centymetrów po niemieckiej stronie, stając się tym samym najkrótszą międzynarodową linią kolejową na świecie. Turyści mogą się przejechać drezyną lub atrapą parowozu, poruszaną siłą mięśni.
W maju 1997 obok kolejki turystycznej uruchomiono niewielkie muzeum kolejnictwa, mieszczące się, razem z bufetem, w trzech zabytkowych wagonach.
Z dawnej zabudowy nie przetrwał ani jeden budynek mieszkalny, rozbiórki uniknęła tylko jedna stodoła. O istnieniu dawnej wsi przypomina pomnik ją upamiętniający, słabo widoczne, zarośnięte ruiny oraz położony przy lesie kamień, pod którym pochowano psa pracującego w administracji leśnej. W związku z rozwojem turystyki w ostatnich latach wybudowano kilka nowych obiektów, m.in. w 1999 świadczącą usługi noclegowe Chatę Nové Údolí. Niedaleko przystanku jest także bezpłatne miejsce do rozbijania namiotów.
Z racji położenia w Parku Narodowym Szumawa do Novego Údolí nie ma możliwości dojazdu samochodem od czeskiej strony (na drodze od Stožca jest zakaz ruchu), można natomiast dotrzeć w ten sposób od strony Niemiec. Dawne przejście graniczne znajduje się kilkadziesiąt metrów od muzeum kolejnictwa.